# Elgeseter Bro
Elgeseter bro er en bro, der går over Nidelven og forbinder Prinsens gate i Trondheim centrum med Elgesetergata i Elgeseter i syd. Den befinder sig langs en arm af europavej 6. Trondheim Bystyre vedtog 17. marts 1949 at broen skulle bygges. Elgeseter bro blev åbnet i 1951 efter en byggetid på to år. 

## Historie
Hovedindfartsvejen til Trondheim har været i Elgeseter i mange hundrede år, og den første bro her bliver nævnt 1178. På denne bro var der kampe mellem birkebeinere og baglere i 1199. Frem til to år efter bybranden i 1681, da Gamle Bybro blev bygget, var denne bro den eneste forbindelse over Nidelven. Broen er blevet fornyet flere gange. i 1600-tallet blev den en periode kaldt "Gårdsbroen" og "Kanikke bro". Efter at Gamle Bybro blev færdig, forfaldt broen til Elgeseter, og den forsvandt til sidst. I 1863 blev der bygget en bro her igen, da Størenbanen blev anlagt til Trondheim. Denne fik navnet "Kongsgårds bro". Den blev ombygget til vejbro i 1885, efter at jernbanestationen blev flyttet til Brattøra.
Elgeseter bro blev tildelt Betongtavlen 2004 af Norsk Betongforening med begrundelsen at broen er "et fremragende, fremtidsrettet og smukt bygningsværk. Ved sin gode tekniske tilstand markerer broen betonens egenskaber som et bestandig byggemateriale."
I 2002 blev det foreslået, at brugen skulle indgå i National værneplan for veje, broer og vejrelaterede kulturminder. Riksantikvaren fredede broen 17. april 2008.

## Beskrivelse
Elgeseter bro blev udført efter tegninger af dr.ing A. Aas-Jakobsen og arkitektene Gudolf Blakstad og Herman Munthe-Kaas. Hovedentreprenør var Ingeniør F. Selmer AS. Broen er bygget i beton og har 9 spænd og en svagt buet brobane, som hviler på runde, slanke søjler med en diameter på 80 cm. I skråningerne fra brohovedet på begge sider er det lagt brosten i bølgemønster som dekor.
- Længde: 220 meter
- Bredde: 23,4 meter
- Højde: 16,5 meter
- Sejlhøjde: 15,1 meter[1]
- Lengste spenn: 22,5 meter[1]

## Galleri
- Kig mod nord med Nidarosdomen i baggrunden.
- Kig fra byen mod vest mod Ila.
- Kig fra broen mod øst mod Bakklandet og de omkringliggende områder.